# Wilhelm von Tettau (Jurist)

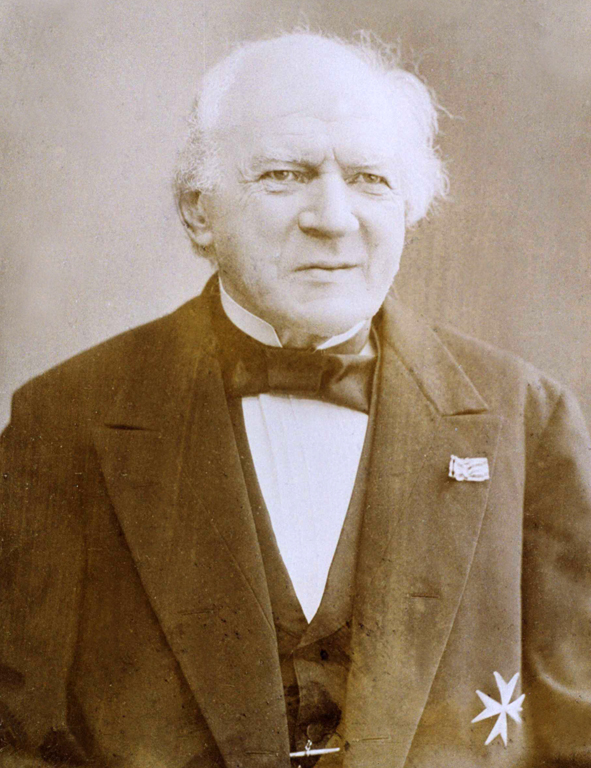
Wilhelm von Tettau

Wilhelm Johann Albert Freiherr von Tettau (* 20. Juni 1804 in Gut Tolks bei Marienwerder (Westpreußen); † 3. Oktober 1894 in Erfurt) war ein deutscher Verwaltungsjurist und Historiker.

## Leben
Wilhelm entstammt dem Adelsgeschlecht von Tettau, das am 28. August 1865 die preußische Genehmigung zur Fortführung des Freiherrntitel erhalten hatte. Seine Eltern waren der Oberlandesgerichtspräsidenten und Generallandschaftsdirektors Ernst von Tettau (1776–1831) und dessen Ehefrau Auguste, geborene Freiin von Schleinitz (1784–1848). Sein Bruder Alfred (1810–1893) war Mitglied des Deutschen Reichstags.
Nach dem Abitur am Gymnasium Marienwerder studierte er an der Friedrich-Wilhelms-Universität zu Berlin Rechtswissenschaft und Staatswissenschaften. Er nahm an Seminaren von Leopold von Ranke teil. 1833 wurde er Landrat des Kreises Conitz in der Provinz Preußen. 1836 wurde als Abgeordneter in den Provinziallandtag der Provinz Preußen gewählt. 1847 wurde er zum Oberregierungsrat und Dirigent bei der Regierung in Erfurt ernannt. Sein Dienstjubiläum wurde am 15. Dezember 1875 unter großer Anteilnahme der Bevölkerung gefeiert. Tettau verfasste zahlreiche historische und andere wissenschaftliche Schriften. Von besonderer Bedeutung ist sein Denkmalinventar Beschreibende Darstellung der älteren Bau- und Kunstdenkmäler der Stadt Erfurt und des Erfurter Landkreises von 1890.

## Familie
Am 7. Juni 1835 heiratete er Wilhelmine Freiin von Rosenberg (1817–1882). Die Ehe wurde nach zwanzig Jahren am 8. März 1855 kinderlos geschieden. Am 21. Mai 1859 heiratete er Adolfine Herrmann (* 1838). Das Paar hatte mehrere Kinder:
- Helene (1860–1860)
- Wilhelm (1862–1866)
- Helene Adolfine Wilhelmine (1863–1951)
- Adolfine Magdalene Josephine (1866–1959), ⚭ 1889 Dr. jur. George Cuny, Oberregierungsrat
- Otto (1868–1946), deutscher Generalleutnant, ⚭ Elisabeth Gräfin von Stosch
- Wilhelm (1872–1929), Architekt, ⚭ 1907 Ada Gräfin Niëvo

## Mitgliedschaften und Ehrenämter
- 1852 Vizepräsident der Königlichen Akademie der Wissenschaften.
- Ehrenritter des Johanniterordens.
- Mitbegründer und 1. Vorsteher des thüringischen Kunstvereins.
- Mitbegründer des Vereins für Geschichte und Altertumskunde in Erfurt.
- Mitglied im Gartenbauverein.
- Erfurter Innungsverein.
- Erfurter Gewerbeverein.

## Ehrungen
- Ehrenbürger der Städte Conitz, Liegnitz, Weißensee und Erfurt.
- Dr. phil. hc. der Universität Halle.
- Die Tettaustraße in Erfurt wurde nach ihm benannt.

## Schriften
- Die Volkssagen Ostpreussens, Litthauens und Westpreussens. (mit Jodocus Donatus Hubertus Temme). Nicolai, Berlin 1837 (Digitalisat der Bayerischen Staatsbibliothek).
- Topographisch-statistische Übersicht des Regierungsbezirks Liegnitz. L. Gerschel, Liegnitz 1846.
- Ueber das staatsrechtliche Verhältniss von Erfurt zum Erzstift Mainz. Ein Vortrag gehalten in der öffentlichen Sitzung der Akademie Gemeinnütziger Wissenschaften zu Erfurt den 15. Oktober 1859. Carl Villaret, Erfurt 1860.
- Die Reduction von Erfurt und die ihr vorausgegangenen Wirren (1647–1665): Nach meist handschriftlichen und amtlichen Quellen dargestellt. Carl Villaret, Erfurt 1863.
- Über die Quellen, die ursprüngliche Gestalt und die allmählige Umbildung der Erzählung von der Doppelehe eines Grafen von Gleichen. Ein kritischer Versuch. Carl Villaret, Erfurt 1867.
- Beiträge zu den Regesten der Grafen von Gleichen. 2 Bände. Carl Villaret, Erfurt 1868.
- Erlebnisse eines deutschen Landsknechts (1484–1493), von ihm selbst beschrieben. Ein Beitrag zur Geschichte des schwarzen Heeres. Carl Villaret, Erfurt 1869.
- Über einige bis jetzt unbekannte Erfurter Drucke aus dem 15. Jahrhundert. Ein Beitrag zur Bibliographie der älteren deutschen Literatur und zur vergleichenden Sagenkunde. Carl Villaret, Erfurt 1870.
- Ueber die epischen Dichtungen der finnischen Völker, besonders die Kalewala. Carl Villaret, Erfurt 1873.
- Urkundliche Geschichte der Tettauschen Familie in den Zweigen Tettau und Kinsky. Stargardt, Berlin 1878 (Digitalisat).
- Nachträge und Berichtigungen zur urkundlichen Geschichte der Tettauschen Familie. Stargardt, Berlin 1889.
- Beiträge zur Kunstgeschichte von Erfurt. Carl Villaret, Erfurt 1889.
- Beschreibende Darstellung der älteren Bau- und Kunstdenkmäler der Stadt Erfurt und des Erfurter Landkreises. Hendel-Verlag, Halle (Saale) 1890.